# Charles Burguet
Charles Burguet, nato Charles Henry Levy, (Parigi, 26 maggio 1878 – 9 giugno 1946), è stato un regista, sceneggiatore e attore francese.

## Biografia
Charles Henry Levy nacque a Parigi nel 1878. Prese lo pseudonimo di Charles Burguet in omaggio a un architetto dallo stesso nome.

## Filmografia

### Regista
- La sultane de l'amour (1919)
- I misteri di Parigi (Les Mystères de Paris) (serial) (1922)

### Sceneggiatore
- I misteri di Parigi (Les Mystères de Paris) (serial), regia di Charles Burguet (1922)